# داركو فيلكوفسكي
داركو فيلكوفسكي (بالمقدونية: Дарко Велковски)‏ هو لاعب كرة قدم ومدرب كرة قدم شمال مقدوني في مركز الوسط، ولد في 21 يونيو 1995 في إسكوبية في مقدونيا الشمالية. شارك مع منتخب جمهورية مقدونيا تحت 17 سنة لكرة القدم ومنتخب جمهورية مقدونيا تحت 19 سنة لكرة القدم ومنتخب مقدونيا الشمالية تحت 21 سنة لكرة القدم ومنتخب مقدونيا الشمالية لكرة القدم. أما مع النوادي، فقد لعب مع نادي رابوتنيتشكي ونادي فاردار ونادي الاتفاق السعودي.

## وصلات خارجية
- داركو فيلكوفسكي على موقع الاتحاد الأوربي (الإنجليزية)
- داركو فيلكوفسكي على موقع قاعدة بيانات كرة القدم.إي يو (الإنجليزية)
- داركو فيلكوفسكي على موقع ناشيونال فوتبول تيمز (الإنجليزية)
- داركو فيلكوفسكي على موقع Soccerway.com (الإنجليزية)
- داركو فيلكوفسكي على موقع عالم كرة القدم.نت (الإنجليزية)
- داركو فيلكوفسكي على موقع AS.com (الإسبانية)
- داركو فيلكوفسكي على موقع AS.com (الإسبانية)